# Jamal Ahmed Al-Doseri
Jamal Ahmed Youssuf Al-Doseri (arab. ‏جمال احمد يوسف الدوسري‎, ur. 1 stycznia 1970) – bahrajński kolarz szosowy, uczestnik igrzysk olimpijskich.
Al-Doseri reprezentował Bahrajn podczas igrzysk olimpijskich 1992 odbywających się w Barcelonie. Wystąpił w jeździe drużynowej na czas razem z Saberem Mohamedem Hasanem, Jameelem Kadhemem i Mamdoohem Al-Doserim. Bahrajńczycy zajęli wówczas 22. miejsce pośród 30 reprezentacji biorących udział w konkurencji. Wystartował także w wyścigu indywidualnym ze startu wspólnego, którego nie ukończył.